# Лепосава Стаменковић
Лепосава Лепа Стаменковић Радоњић (Лесковац, 27. новембар 1915 — Јајинци, код Београда, 1. октобар 1943), текстилна радница и учесница Народноослободилачке борбе.

### Биографија
Рођена је 27. новембра 1915. године у Лесковцу. Потиче из револуционарске породице Стаменковић.
Била је текстилна радница, и дуго је радила у текстилној индустрији у Београду, где је већ 1933. постала члан Комунистичке партије Југославије (КПЈ). Активно је политички деловала међу текстилним радницима на Карабурми и вршила многе одговорне дужности у Партији и синдикатима. Због револуционарног рада, више пута је хапшена и прогањана од полиције.
После окупације Југославије, 1941. године, постала је секретар Окружног комитета КПЈ за Лесковац и била један од руководилаца устанка у јужној Србији. Ухапшена је септембра 1942. у окупираном Нишу, где је била на илегалном раду. После злостављања у затвору у Нишу, пребачена је у логор на Бањици.
У логору је 14. новембра 1942. године родила сина Божидара којег је успела да прокријумчари из затвора пре стрељања.
Стрељана на стратишту у Јајинцима, 1. октобра 1943. године.
Једна улица у београдском насељу Вишњичка Бања носи њено име.